# Ildefons Peeters
Ildefons Peeters, ook Gustaaf Peeters genaamd, (Roeselare, 31 juli 1886 – Ieper, 31 juli 1929) was een Belgische kapucijn. Hij was tijdens de Eerste Wereldoorlog medestichter van De Belgische Standaard, een blad voor de frontsoldaten.

## Biografie
Ildefons Peeters werd in 1903 kapucijn en in 1910 priester. Aanvankelijk werkte hij te Verviers, maar in 1914 was hij als kapelaan te vinden in Houtem nabij Ieper. Door het uitbreken van de Eerste Wereldoorlog kwam hij aan de Belgische kant van het front terecht. Hij werd er samen met Marie-Elisabeth Belpaire de stichter van de krant 'De Belgische Standaard' die van 1915 tot 1919 bestond en onder de frontsoldaten verspreid werd. Daaropvolgend stichtte hij in 1915 de 'Werken van De Belgische Standaard', waartoe onder mer leeszalen, een muziek- en toneelbibliotheek behoorden. In 1916 liet hij in de leeszaal van 'De Belgische Standaard' in De Panne een tentoonstelling doorgaan, genaamd 'Kunst aan den IJzer'. Dit werd de grondslag voor een gelijknamige kunstkring.
Peeters behoorde tot de gematigde Vlaamsgezinden. Zo was hij succesvol gekant tegen de pogingen van de meer radicalen om 'De Belgische Standaard' te laten samensmelten met 'Ons Vaderland'. Toen de publicatie van 'De Belgische Standaard' stopgezet werd, verbleef Peeters in het klooster van Izegem. In 1923 kreeg hij de opdracht het kapucijnenklooster van Ieper herop te richten.

## Bron
- Luc SCHEPENS en Nele BRACKE. Nieuwe Encyclopedie van de Vlaamse Beweging. Tielt, 1998. Deel II, 2410-2411